# Elpe
Elpe ist ein Stadtteil und Ort der Stadt Olsberg im Sauerland, Hochsauerlandkreis, Nordrhein-Westfalen. Ende 2022 hatte Elpe 484 Einwohner.

## Geschichte
Am 6. März 1945 wurden 3000 Fremdarbeiter, darunter Frauen und Kinder, unter Bewachung von Ordnungspolizei und Volkssturm bei fußtiefem Schnee aus Ramsbeck ins Dorf gebracht. Diese mussten von der Gemeinde versorgt werden. Am Morgen zog der Elendszug zu Fuß, teils mit Handwagen und Karren, weiter. Einige sonderten sich vom Zug ab und kehrten ins Dorf zurück. Ein italienischer Gefangener starb im Dorf und wurde auf dem Friedhof begraben. Noch weitere acht Tage zogen Fremdarbeiter durch. Am 29. März wurde der Volkssturm im Dorf ausgerufen. Der Volkssturm sollte nach Olsberg ausrücken. Nach einem Tag Bahnwache kehrten alle zurück. Am 31. März war das Dorf von deutschen Soldaten belegt. Am 4. April erschien Generalfeldmarschall Walter Model, Kommandant aller Einheiten im Ruhrkessel, im Dorf um den Einsatz der Truppen zu koordinieren. Am 5. April wird der Volkssturm erneut aufgerufen. Die Männer versteckten sich nun im Wald. Nun wurde das Dorf von US-Truppen beschossen. Ein Zivilist wurde getötet und einer verwundet. Die Bevölkerung floh in die Stollen am Lüttenberg und in die Riesstollen. Es wurden 1600 Granateinschläge, davon 180 im Dorf, gezählt. Zwölf Häuser wurden beschädigt. Beim Hof Bükers wurden sieben Militärpferde durch Volltreffer getötet. Die Soldaten sprengten Straßenbäume um den Vormarsch der US-Truppen zu verlangsamen und rückten ab. Am 6. April erschien die Wehrmacht wieder und führte einen Angriff Richtung Brunskapel durch. Dabei waren auch zwei Panzer vom Typ Königstiger. Nach erfolglosem Angriff zog sich die Wehrmacht endgültig zurück. Wieder wurde das Dorf beschossen. Am 7. April zogen die US-Soldaten ins Dorf. Wegen eines befürchteten Gegenangriffs musste die Bevölkerung noch einen Tag in den Stollen bleiben. Zwölf deutsche Gefallene mussten begraben werden. Die Masse der US-Truppen zog am 12. April weiter. Der Rest folgte am 19. April.

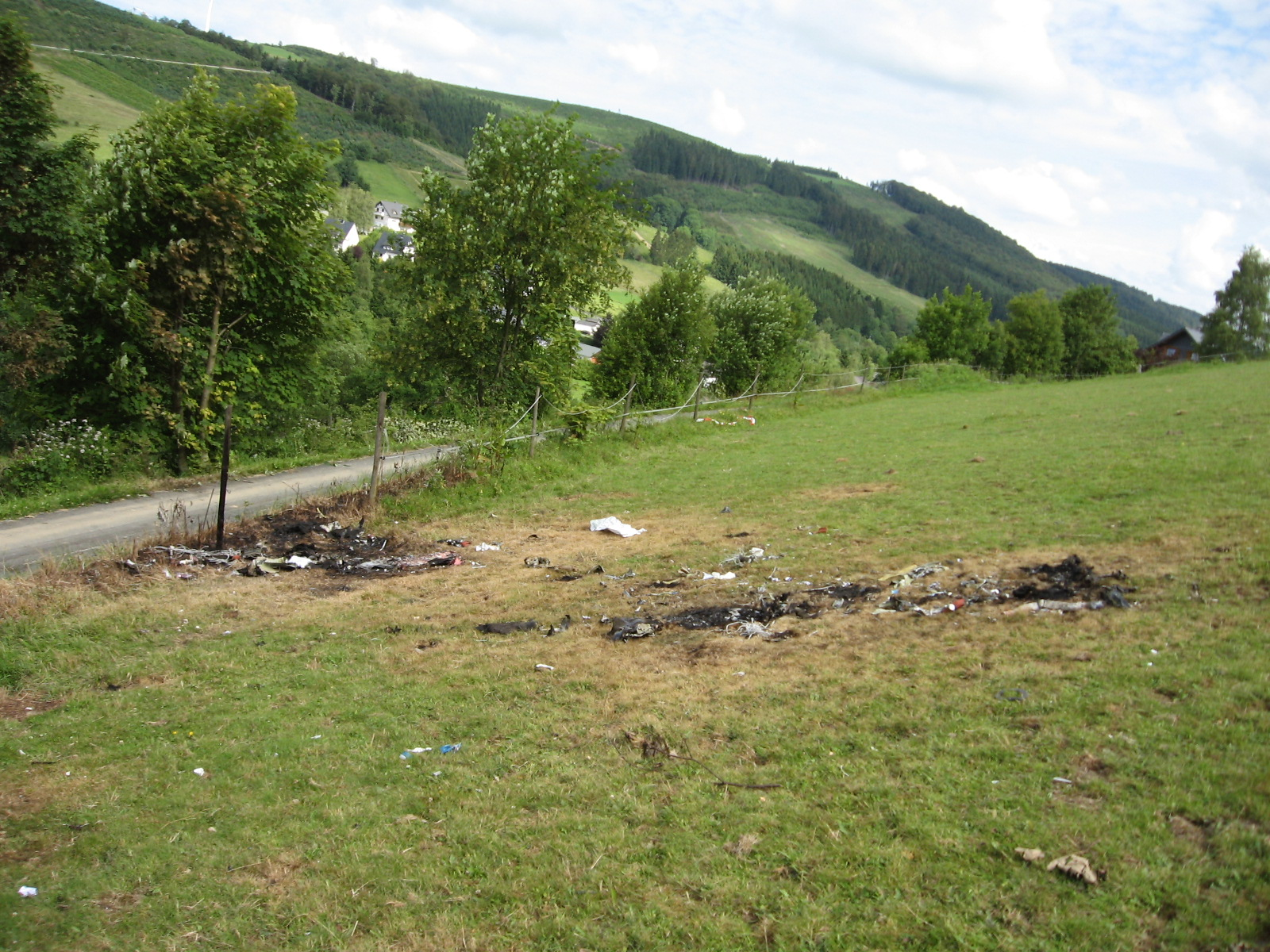
Trümmerkleinteile des Learjet etwa 110 m östlich der Bebauung von Elpe

Im Zweiten Weltkrieg fielen 41 Männer aus der Gemeinde Elpe als Soldaten, davon die meisten an der Ostfront.
Am 1. Januar 1975 wurde Elpe durch das Sauerland/Paderborn-Gesetz nach Olsberg eingemeindet.
Am 31. Dezember 2006 hatte das Dorf 619 Einwohner und somit 16 weniger als zu Beginn des Jahres. Der Fluss Elpe durchfließt den Ort. Am 10. August 2007 wurde in der Ortsmitte der Laurentius-Brunnen eingeweiht.
Am 23. Juni 2014 kam es zum Absturz eines Learjets der Gesellschaft für Flugzieldarstellung am Dorfrand.

## Gebäude
Im Mittelpunkt des Ortes steht die St.-Lucia-Kirche.

## Politik
Ortsvorsteher ist Frank Kreutzmann.

## Persönlichkeiten
- Bernhard Balkenhol (1914–2004), Politiker der CDU, MdB und Bürgermeister von Elpe